# شاهزاده بيازيد (ابن أحمد الأول)
الأمير بايزيد أو شاهزاده بيازيد (بالتركية: Şehzade Bayezid) (ولد 1612 - وأعدم 27 تموز سنة 1635 بتهمة الخيانة بعد العودة من حملة لفتح قلعة ريفان).

## نسبه
هو الأمير بايزيد بن أحمد خان الأول بن محمد الثالث بن مراد الثالث بن سليم الثاني بن سليمان القانوني بن سليم الأول بن بايزيد الثاني بن محمد الفاتح بن مراد الثاني بن محمد الأول جلبي بن بايزيد الأول بن مراد الأول بن أورخان غازي بن عثمان بن أرطغرل.

## نبذة
هو ابن السلطان أحمد الأول ووالدته گلبهار سلطان، ولد في عام 1612 في إسطنبول وهو الابن الـ 11 للسلطان أحمد الأول وهو الابن الثالث لخديجة ماهفيروز سلطان بعد السلطان عثمان وهانزادة سلطان، كان شديد التعلق بأخيه الأمير قاسم، وصفه أحد المؤرخين: كان الأمير بايزيد يمتلك شعر بني وكان أزرق العينين أبيض البشرة، نشأ قوي البنية فصيح اللسان عرف بحبه للمحاربة والقتال وحسب تقرير السفير البندقي فرانشيكو قال:
"دخلت القصر سنة 1619رايت طفل يلعب يتراوح عمره بين 9 او10سنوات براون الشعر ازرق العينين ابيض البشرة تعجبت هل ممكن لطفل مثل هذا ان يخدم في القصر لكن فجئت عندما علمت انه امير شقيق السلطان عثمان الثاني انه لا يشبه لاتراك ابدا على يبدو الارجح انه مثل والدته خديجه ماهفيروز فقد عرفت بجمالها وشعرها البني وعيناها الزرقاوتين وهي شركسية وهذا ما عرف عن الجمال الشركسي"
أعدم ( 27 تموز - سنة 1635 ) بأمر من السلطان مراد الرابع وهو في (سن 23 عاماً) كما عرف عنه تقبله لأمى أخيه له وعدم الهروب من الإعدام، وحزن الشعب لإعدامه وحتى السفراء والشعراء الأجانب وكتبوا القصائد والروايات عن وفاته.